# Флаги Воронежской области
Список флагов муниципальных образований Воронежской области Российской Федерации.
На 1 января 2020 года в Воронежской области насчитывалось 478 муниципальных образований — 3 городских округа, 31 муниципальный район, 28 городских поселений и 416 сельских поселений.

## Флаги городских округов
| Флаг | Наименование                                                    | Дата утверждения | Номер в ГГР |
| ---- | --------------------------------------------------------------- | ---------------- | ----------- |
|      | Флаг муниципального образования «Городской округ город Воронеж» | 26 сентября 2008 | 4447        |
|      | Флаг Борисоглебского городского округа                          | 29 апреля 2005   | 1844        |
|      | Флаг городского округа — город Нововоронеж                      | 25 апреля 2006   | 2300        |

## Флаги муниципальных районов
| Флаг | Наименование                                | Дата утверждения | Номер в ГГР |
| ---- | ------------------------------------------- | ---------------- | ----------- |
|      | Флаг Аннинского муниципального района       | 2 августа 2007   | 3555        |
|      | Флаг Бобровского муниципального района      | 29 апреля 2010   | 6327        |
|      | Флаг Богучарского муниципального района     | 25 апреля 2008   | 4116        |
|      | Флаг Бутурлиновского муниципального района  | 15 марта 2006    | 2220        |
|      | Флаг Верхнемамонского муниципального района | 21 августа 2006  | 2587        |
|      | Флаг Верхнехавского муниципального района   | 14 ноября 2003   | 1408        |
|      | Флаг Воробьёвского муниципального района    | 27 декабря 2006  | 2900        |
|      | Флаг Грибановского муниципального района    | 24 декабря 2008  | 4828        |
|      | Флаг Калачеевского муниципального района    | 24 ноября 2011   | 7352        |
|      | Флаг Каменского муниципального района       | 14 декабря 2007  | 3959        |
|      | Флаг Кантемировского муниципального района  | 18 июля 2007     | 4273        |
|      | Флаг Каширского муниципального района       | 13 февраля 2007  | 3112        |
|      | Флаг Лискинского муниципального района      | 5 сентября 2006  | 2494        |
|      | Флаг Нижнедевицкого муниципального района   | 24 августа 2007  | 3557        |
|      | Флаг Новоусманского муниципального района   | 22 декабря 2006  | 2898        |
|      | Флаг Новохопёрского муниципального района   | 12 сентября 2006 | 2617        |

| Флаг | Наименование                                | Дата утверждения | Номер в ГГР |
| ---- | ------------------------------------------- | ---------------- | ----------- |
|      | Флаг Ольховатского муниципального района    | 17 июля 2006     | 2583        |
|      | Флаг Острогожского муниципального района    | 27 августа 2008  | 4445        |
|      | Флаг Павловского муниципального района      | 27 сентября 2007 | 3561        |
|      | Флаг Панинского муниципального района       | 4 мая 2006       | 2312        |
|      | Флаг Петропавловского муниципального района | 27 февраля 2007  | 3110        |
|      | Флаг Поворинского муниципального района     | 22 ноября 2007   | 3843        |
|      | Флаг Подгоренского муниципального района    | 22 декабря 2006  | 2896        |
|      | Флаг Рамонского муниципального района       | 17 марта 2005    | 1803        |
|      | Флаг Репьёвского муниципального района      | 28 декабря 2006  | 2903        |
|      | Флаг Россошанского муниципального района    | 18 декабря 2009  | 5849        |
|      | Флаг Семилукского муниципального района     | 29 ноября 2006   | 2902        |
|      | Флаг Таловского муниципального района       | 26 апреля 2006   | 2317        |
|      | Флаг Терновского муниципального района      | 26 октября 2006  | 3070        |
|      | Флаг Хохольского муниципального района      | 31 марта 2006    | 2263        |
|      | Флаг Эртильского муниципального района      | 5 декабря 2007   | 3845        |

## Флаги городских поселений
| Флаг | Наименование                                                                      | Дата утверждения | Номер в ГГР |
| ---- | --------------------------------------------------------------------------------- | ---------------- | ----------- |
|      | Флаг Аннинского городского поселения Аннинского муниципального района             | 7 мая 2013       | 8506        |
|      | Флаг городского поселения город Бобров Бобровского муниципального района          | 15 июня 2006     | 2378        |
|      | Флаг городского поселения город Богучар Богучарского муниципального района        | 25 июня 2004     | 1513        |
|      | Флаг Бутурлиновского городского поселения Бутурлиновского муниципального района   | 26 мая 2016      | 11019       |
|      | Флаг Грибановского городского поселения Грибановского муниципального района       | 27 декабря 2017  | 11758       |
|      | Флаг Елань-Коленовского городского поселения Новохопёрского муниципального района | 22 марта 2019    | 12260       |
|      | Флаг городского поселения город Калач Калачеевского муниципального района         | 1 августа 2014   | 9728        |
|      | Флаг Каменского городского поселения Каменского муниципального района             | 10 марта 2011    | 6764        |
|      | Флаг Кантемировского городского поселения Кантемировского муниципального района   | 12 марта 2010    | 6038        |
|      | Флаг Латненского городского поселения Семилукского муниципального района          | 13 марта 2013    | 8333        |
|      | Флаг городского поселения город Лиски Лискинского муниципального района           | 7 апреля 2006    | 3288        |

| Флаг | Наименование                                                                       | Дата утверждения | Номер в ГГР |
| ---- | ---------------------------------------------------------------------------------- | ---------------- | ----------- |
|      | Флаг городского поселения — город Новохопёрск Новохопёрского муниципального района | 19 декабря 2008  | 4682        |
|      | Флаг городского поселения город Острогожск Острогожского муниципального района     | 15 сентября 2000 | 656         |
|      | Флаг городского поселения город Павловск Павловского муниципального района         | 25 декабря 2002  | 1149        |
|      | Флаг городского поселения город Поворино Поворинского муниципального района        | 16 сентября 2016 | 11098       |
|      | Флаг Подгоренского городского поселения Подгоренского муниципального района        | 20 декабря 2011  | 7553        |
|      | Флаг Рамонского городского поселения Рамонского муниципального района              | 2 февраля 2012   | 7557        |
|      | Флаг городского поселения город Россошь Россошанского муниципального района        | 25 ноября 2010   | 6532        |
|      | Флаг городского поселения город Семилуки Семилукского муниципального района        | 16 октября 2008  | 4532        |
|      | Флаг Стрелицкого городского поселения Семилукского муниципального района           | 27 июня 2012     | 7785        |
|      | Флаг городского поселения город Эртиль Эртильского муниципального района           | 30 июня 2009     | 5701        |

## Флаги сельских поселений
| Флаг | Наименование                                                                    | Дата утверждения | Номер в ГГР |
| ---- | ------------------------------------------------------------------------------- | ---------------- | ----------- |
| А—З  |                                                                                 |                  |             |
|      | Флаг Айдаровского сельского поселения Рамонского муниципального района          | 19 августа 2011  | 7156        |
|      | Флаг Бабяковского сельского поселения Новоусманского муниципального района      | 11 октября 2018  | 12050       |
|      | Флаг Берёзовского сельского поселения Рамонского муниципального района          | 21 ноября 2011   | 7351        |
|      | Флаг Бодеевского сельского поселения Лискинского муниципального района          | 28 августа 2019  | 12552       |
|      | Флаг Большеверейского сельского поселения Рамонского муниципального района      | 19 апреля 2012   | 7779        |
|      | Флаг Верхнемамонского сельского поселения Верхнемамонского муниципального район | 10 февраля 2015  | 10190       |
|      | Флаг Воленского сельского поселения Новоусманского муниципального района        | 16 марта 2019    | 12290       |
|      | Флаг Гвазденского сельского поселения Бутурлиновского муниципального район      | 28 июля 2016     | 12282       |
|      | Флаг Горожанского сельского поселения Рамонского муниципального района          | 27 января 2012   | 7555        |
|      | Флаг Гремяченского сельского поселения Хохольского муниципального района        | 21 декабря 2015  | 10776       |
|      | Флаг Губарёвского сельского поселения Семилукского муниципального района        | 24 июля 2012     | 7932        |
|      | Флаг Девицкого сельского поселения Семилукского муниципального района           | 31 мая 2012      | 7781        |
|      | Флаг Дьяченковского сельского поселения Богучарского муниципального района      | 29 апреля 2015   | 10355       |
|      | Флаг Залиманского сельского поселения Богучарского муниципального района        | 26 февраля 2015  | 10224       |
|      | Флаг Землянского сельского поселения Семилукского муниципального района         | 13 октября 2011  | 7246        |
| К—О  |                                                                                 |                  |             |
|      | Флаг Карачунского сельского поселения Рамонского муниципального района          | 16 мая 2014      | 9464        |
|      | Флаг Комсомольского сельского поселения Рамонского муниципального района        | 12 сентября 2011 | 7158        |
|      | Флаг Коротоякского сельского поселения Острогожского муниципального района      | 8 июня 2007      | 3396        |
|      | Флаг Курбатовского сельского поселения Нижнедевицкого муниципального района     | 25 декабря 2018  | 12157       |
|      | Флаг Липчанского сельского поселения Богучарского муниципального района         | 29 апреля 2015   | 10357       |
|      | Флаг Ломовского сельского поселения Рамонского муниципального района            | 2 августа 2019   | 12577       |
|      | Флаг Луговского сельского поселения Богучарского муниципального района          | 29 апреля 2015   | 10331       |
|      | Флаг Лосевского сельского поселения Семилукского муниципального района          | 23 ноября 2012   | 8041        |
|      | Флаг Манинского сельского поселения Калачеевского муниципального района         | 11 февраля 2020  | 12970       |
|      | Флаг Медвеженского сельского поселения Семилукского муниципального района       | 18 января 2013   | 8374        |
|      | Флаг Мёдовского сельского поселения Богучарского муниципального района          | 25 февраля 2015  | 10333       |
|      | Флаг Монастырщинского сельского поселения Богучарского муниципального района    | 26 февраля 2015  | 10226       |
|      | Флаг Народненского сельского поселения Терновского муниципального района        | 10 октября 2006  | 3328        |
|      | Флаг Нижневедугского сельского поселения Семилукского муниципального района     | 25 июля 2012     | 7934        |
|      | Флаг Никольского сельского поселения Новоусманского муниципального района       | 23 ноября 2018   | 12104       |
|      | Флаг Новоживотинновского сельского поселения Рамонского муниципального района   | 6 декабря 2011   | 7349        |
|      | Флаг Новосильского сельского поселения Семилукского муниципального района       | 30 мая 2012      | 7777        |
|      | Флаг Орловского сельского поселения Новоусманского муниципального района        | 25 декабря 2018  | 12191       |

| Флаг | Наименование                                                                         | Дата утверждения | Номер в ГГР |
| ---- | ------------------------------------------------------------------------------------ | ---------------- | ----------- |
| П—С  |                                                                                      |                  |             |
|      | Флаг Павловского сельского поселения Рамонского муниципального района                | 23 мая 2012      | 7936        |
|      | Флаг Парижскокоммунского сельского поселения Верхнехавского муниципального района    | 27 сентября 2012 | 8130        |
|      | Флаг Первомайского сельского поселения Богучарского муниципального района            | 16 декабря 2014  | 9973        |
|      | Флаг Перлёвского сельского поселения Семилукского муниципального района              | 19 сентября 2012 | 7938        |
|      | Флаг Подколодновского сельского поселения Богучарского муниципального района         | 26 февраля 2015  | 10228       |
|      | Флаг Поповского сельского поселения Богучарского муниципального района               | 14 октября 2014  | 9726        |
|      | Флаг Радченского сельского поселения Богучарского муниципального района              | 18 мая 2015      | 10359       |
|      | Флаг Рогачёвского сельского поселения Новоусманского муниципального района           | 1 февраля 2019   | 12436       |
|      | Флаг Рождественского сельского поселения Поворинского муниципального района          | 31 октября 2019  | 12694       |
|      | Флаг Рождественско-Хавского сельского поселения Новоусманского муниципального района | 24 декабря 2018  | 12193       |
|      | Флаг Россыпнянского сельского поселения Калачеевского муниципального района          | 1 марта 2018     | 11835       |
|      | Флаг Русановского сельского поселения Терновского муниципального района              | 15 ноября 2013   | 9023        |
|      | Флаг Русскогвоздёвского сельского поселения Рамонского муниципального района         | 1 августа 2012   | 7940        |
|      | Флаг Садовского сельского поселения Аннинского муниципального района                 | 20 мая 2008      | 4316        |
|      | Флаг Скляевского сельского поселения Рамонского муниципального района                | 16 февраля 2012  | 7559        |
|      | Флаг Сомовского сельского поселения Рамонского муниципального района                 | 29 мая 2012      | 7783        |
|      | Флаг Стадницкого сельского поселения Семилукского муниципального района              | 22 октября 2012  | 8017        |
|      | Флаг Староведугского сельского поселения Семилукского муниципального района          | 23 ноября 2012   | 8019        |
|      | Флаг Ступинского сельского поселения Рамонского муниципального района                | 12 апреля 2012   | 7775        |
|      | Флаг Суходонецкого сельского поселения Богучарского муниципального района            | 25 августа 2015  | 10514       |
| Т—Я  |                                                                                      |                  |             |
|      | Флаг Таловского сельского поселения Кантемировского муниципального района            | 2 февраля 2021   | 13354       |
|      | Флаг Твердохлебовского сельского поселения Богучарского муниципального района        | 29 апреля 2015   | 10361       |
|      | Флаг Троицкого сельского поселения Лискинского муниципального района                 | 23 апреля 2015   | 10374       |
|      | Флаг Трудовского сельского поселения Новоусманского муниципального района            | 14 августа 2018  | 11981       |
|      | Флаг Усманского 1-го сельского поселения Новоусманского муниципального района        | 1 ноября 2018    | 12106       |
|      | Флаг Усманского 2-го сельского поселения Новоусманского муниципального района        | 19 сентября 2007 | 3559        |
|      | Флаг Филоновского сельского поселения Богучарского муниципального района             | 19 мая 2015      | 10363       |
|      | Флаг Хлебенского сельского поселения Новоусманского муниципального района            | 25 сентября 2018 | 12052       |
|      | Флаг Хреновского сельского поселения Новоусманского муниципального района            | 1 октября 2018   | 12054       |
|      | Флаг Шуберского сельского поселения Новоусманского муниципального района             | 16 июля 2018     | 11983       |
|      | Флаг Чистополянского сельского поселения Рамонского муниципального района            | 16 апреля 2013   | 8288        |
|      | Флаг Яменского сельского поселения Рамонского муниципального района                  | 18 декабря 2009  | 5848        |

## Упразднённые флаги
| Флаг | Наименование                           | Дата утверждения | Дата отмены      |
| ---- | -------------------------------------- | ---------------- | ---------------- |
|      | Флаг Воронежа                          | 12 сентября 1995 | 26 сентября 2008 |
|      | Флаг Воронежа                          | 29 декабря 1995  | 26 сентября 2008 |
|      | Флаг Борисоглебского городского округа | 25 декабря 2004  | 29 апреля 2005   |